# المجلس الإقليمي واحة الصحراء
المجلس الإقليمي واحة الصحراء (بالعبرية: מועצה אזורית נווה מדבר) هو مجلس إقليمي بدوي في شمال غرب صحراء النقب في إسرائيل، أُنشئ في 6 تشرين الأول (أكتوبر) 2012 بقرار من وزارة الداخلية الإسرائيلية، عقب حلّ المجلس الإقليمي أبو بسمة. تأسس المجلس بالتوازي مع المجلس الإقليمي القسوم، وجاء ذلك نتيجة للنمو السكاني في نطاق المجلس السابق.
يقدّم المجلس خدمات لحوالي 40 ألف نسمة في تجمعات بدوية معترف بها وغير معترف بها، تقع جنوب شارع 25، ولا تُصنَّف كمجالس محلية. أُجريت أول انتخابات للمجلس عام 2016 وأسفرت عن انتخاب إبراهيم الهواشلة رئيسًا له. وفي عام 2019، احتل المجلس المرتبة الأخيرة في المؤشر الاجتماعي–الاقتصادي الصادر عن دائرة الإحصاء المركزية. كانت مكاتبه في مدينة بئر السبع بمبنى "برج السبع" قبل نقلها إلى بلدة أبو تلول في مايو 2022.

### التجمعات المعترف بها
يضم المجلس أربع تجمعات بدوية معترف بها هي:
- أبو تلول
- أبو قرينات
- قصر السر
- بئر هداج (أكبرها حجمًا)

يبلغ عدد سكان هذه التجمعات نحو 10,000 نسمة (حتى 2013). كما يقطن في نطاق المجلس عدد من البدو "المهجرين" في قرى غير معترف بها، محرومين من الخدمات البلدية، ولا تتوفر إحصاءات دقيقة عن أعدادهم.

## التاريخ

### الخلفية القانونية
قبل قيام دولة إسرائيل، كان بدو النقب مجتمعًا رعويًا شبه رحّل بدأ بالاستقرار التدريجي منذ الحكم العثماني. خلال فترة الانتداب البريطاني، لم تُنشأ أطر قانونية لحماية ملكية الأراضي، وعند قيام إسرائيل اعتمدت سياساتها على لائحة الأراضي العثمانية لعام 1858، التي أتاحت تأميم معظم أراضي النقب وفق لوائح الأراضي الحكومية لعام 1969، وتخصيص معظمها لأغراض عسكرية وأمنية.

### التوطين
وفق خطة الأمم المتحدة للتقسيم عام 1948، كان معظم النقب مخصصًا للدولة العربية المقترحة، لكن بعد رفض الخطة واندلاع الحرب، سيطرت إسرائيل على المنطقة وأصبح بدو النقب مواطنين إسرائيليين. واصلت الحكومة سياسة التوطين التي بدأها العثمانيون، عبر تنظيم أراضي الرعي ونقل القبائل. وبعد حرب الاستقلال، جرى تركيز ثلثي بدو الجنوب في منطقة مغلقة تحت إدارة الجيش حتى أواخر السبعينيات.
منذ الثمانينيات، نقلت الحكومة الصلاحيات إلى الإدارة المدنية، وأُنشئت بلدات مخططة للبدو لتسهيل حصولهم على الخدمات، لكن هذه البلدات لم تستوعب جميع السكان، كما أدى ضعف اقتصادها وارتفاع معدلات الجريمة فيها، إضافة إلى التفضيل الثقافي للحياة الريفية، إلى عزوف بعض البدو عنها وتفضيلهم القرى غير المعترف بها. حاليًا، يُقدَّر أن نحو 60% من البدو في إسرائيل يعيشون في بلدات مخططة، والباقون في قرى غير معترف بها تشهد بين الحين والآخر عمليات هدم وإخلاء مثيرة للجدل.

### المجلس الإقليمي أبو بسمة
في عام 2003، أُنشئ المجلس الإقليمي أبو بسمة للإشراف على إعادة توطين وتطوير التجمعات البدوية في مناطق بئر السبع وديمونة وعراد، مع الاعتراف بعدد من القرى. عند تأسيسه عام 2004، كان يضم نحو 30 ألف نسمة على مساحة 34 ألف دونم، ما جعله الأكثر كثافة سكانية في لواء الجنوب والأصغر مساحة. أثار تأسيسه جدلًا داخل المجتمع البدوي، إذ اعتبرت اللجنة الإقليمية لقرى غير المعترف بها أن الاعتراف الرسمي لم يترافق مع خدمات أساسية أو مناطق تجارية، بل أدى إلى حصر مساحات القرى وتقليص أراضي الرعي.